# ミハイル・ベーレンス
ミハイル・アンドレーエヴィチ・ベーレンス（ロシア語:Михаи́лъ Андре́евичъ Бе́ренсъミハイール・アンドリェーイェヴィチュ・ビェーリェンス、1879年1月16日 - 1943年1月20日）は、ロシア帝国出身の海軍軍人である。最終階級は海軍少将で、ロシア艦隊最後の艦隊司令官となった。
ハンザ同盟都市ロストックに出自を持つ貴族の家系ベーレンス家の出身で、兄のYe・A・ベーレンスも海軍軍人であった。弟が白色艦隊司令官となったのに対し、兄は赤色海軍司令官を務めた。

## 概要
1879年、ロシア帝国領のグルジア・クタイシで貴族の家庭に生まれた。
1898年には海軍幼年学校を卒業した。1900年から1905年まで、極東で勤務した。1900年から1901年にかけて、清との戦争のための国際艦隊に参加するため極東へ派遣された。航洋砲艦「ギリャーク」の分隊長を務め、義和団の乱で中国の港湾への襲撃作戦で功績をあげた。
1904年には臨時航法士官クラスを卒業し、一等航法士官となった。この年から1905年まで、日露戦争に参加した。ポルト＝アルトゥールの戦いにおいては、第1太平洋連合艦隊の艦隊装甲艦「セヴァストポリ」の下級航法士官、水雷艇「スメールイ」の当直長、水雷艇「ボーイキイ」の艇長として参戦した。ポルト＝アルトゥール要塞陥落の直前、彼は日本海軍の封鎖を突破して青島に艦を脱出させた。
1906年には、バルト艦隊に戻った。1909年から1911年まで、巡洋艦「ジアーナ」にて上級士官補佐、その後上級士官として勤務した。1911年から1913年までは、艦隊水雷艇「リョーフキイ」の艦長を務めた。1913年から1914年にかけては、艦隊水雷艇「トゥルクメーネツ＝スタヴロポーリスキイ」の艦長を務めた。1915年には、新型の艦隊水雷艇「ポベジーテリ」の艦長に就任した。

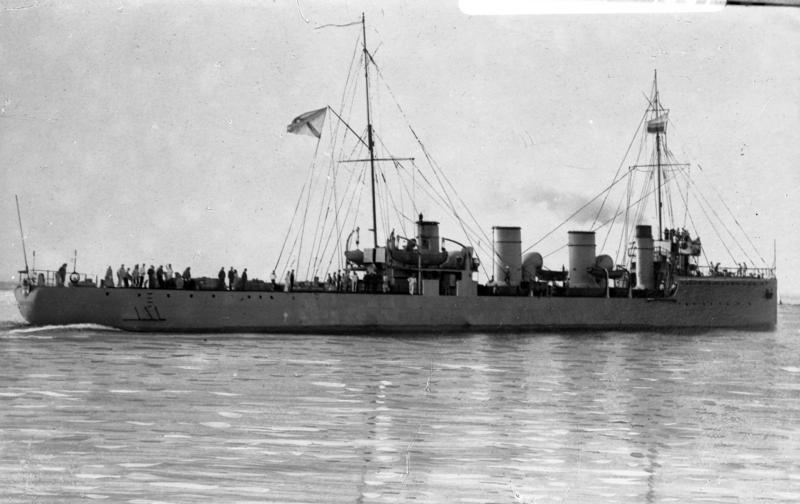
艦隊水雷艇「ノヴィーク」（1914年）

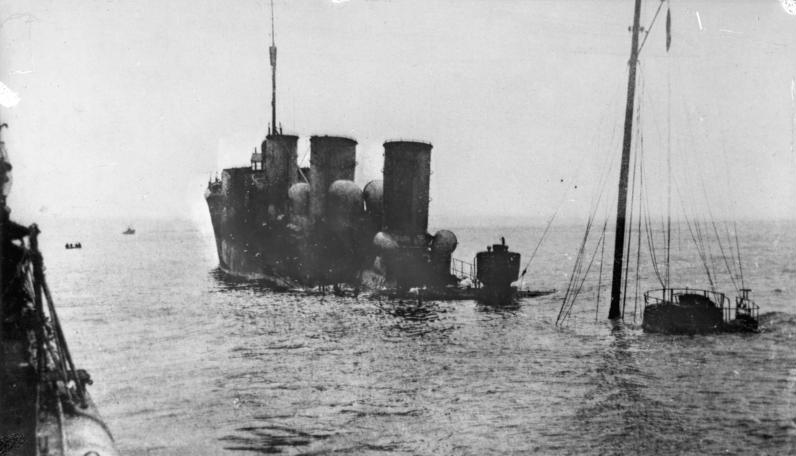
撃破されたドイツ帝国の大型水雷艇「V 99」（1915年9月2日）

第一次世界大戦中、ベーレンスは艦隊水雷艇を指揮して機雷敷設作戦や通商破壊作戦で目覚しい活躍を見せた。1915年、海軍中佐に昇任し、艦隊水雷艇「ノヴィーク」の艦長となった。第一次リガ湾攻防戦においては、1915年8月17日、ドイツ帝国海軍の大型水雷艇「V 99」と「V 100」との戦闘において、両艦に重度の損傷を負わせ、結果として「V 99」を自沈に追い込んだ。この功績に対し、「敵に対する行動における功績に対して」聖ゲオルギー4等勲章とフランスのレジオンドヌール所有者十字勲章が送られた。1916年には海軍大佐となり、新型の戦列艦「ペトロパヴロフスク」の艦長に就任した。
1917年にはバルト艦隊水雷防御参謀長に就任した。1918年1月12日付けで、ボリシェヴィキ政権によって年金受領の権利を剥奪された上で免職された。
1919年3月、ペトログラードを発ってフィンランドに赴き、その後極東へ移動した。そして、シベリアで権力を振るったA・V・コルチャーク提督の白軍に合流した。この年には海軍少将になり、1920年までウラジオストクに本部を置く沿海州地方局軍司令官を務めた。
1920年には太平洋海軍司令官に任官した。同年1月31日深夜には、補助艦船船団を率いて海軍学校の艦隊実習生や亡命者とともにウラジオストクを発ち、中華民国を経由して敦賀に赴いた。
1920年8月28日には、蒸気船に乗ってクリミア半島に到着した。P・N・ヴラーンゲリ将軍のロシア軍の下でケルチ要塞司令官に就任した。11月、白軍がクリミアから亡命するに当たってはアゾフ海の艦船分遣隊長に任命され、アゾフ小艦隊の勢力を集めた。10月27日付けで黒海艦隊第2艦船分遣隊長とケルチにおける上級海軍長官に任命された。11月に白軍が亡命することになると、ケルチにおいて艦船に必要物資や軍隊、亡命市民を乗せ、イスタンブールに向かった。11月24日には、イスタンブールにてロシア艦隊副司令官に任命され、ビゼルトへの航海を指揮した。
M・A・ケードロフ艦隊司令官がパリへ去ったため、1921年1月3日付けでロシア艦隊司令官に就任した。艦船の修理や主要編成の保持、海軍学校の艦隊実習生の教育を続けたが、亡命者を取り巻く状況は悪化する一途であった。フランスが白軍を見捨ててソ連を承認すると、1924年10月29日に艦隊司令官を辞任した。こうして、ベーレンスは最後の白色艦隊司令官となった。
その後もチュニスに留まり、現地の農業経営の管理部で技術的業務を担当した。海軍合同の現地局での活動に積極的に取り組み、フランス行政機関において権威を持った。
1943年1月20日にチュニスで亡くなった。メグリンの墓地に埋葬されたが、2001年4月30日にチュニスにあるハリストス復活教会から程近いボルジェル墓地に改葬された。

## 表彰
M・A・ベーレンスは、以下の勲章を保持した。
- 蝶リボンおよび剣付き聖スタニスラフ3等勲章
- 聖ゲオルギー4等勲章
- レジオンドヌール騎士十字勲章
- 剣および「勇気に対して」と銘打たれた金のサーベル付き聖アンナ2等勲章